# Talaron
Der Talaron ist ein kleiner Fluss in Frankreich, der Département Ardèche in der Region Auvergne-Rhône-Alpes verläuft. Er entspringt im Gemeindegebiet von Saint-Genest-Lachamp, entwässert generell Richtung Nordost bis Ost durch den Regionalen Naturpark Monts d’Ardèche und mündet nach rund 18 Kilometern im Gemeindegebiet von Beauvène als rechter Nebenfluss in den Eyrieux.

## Orte am Fluss
- Jouanvins, Gemeinde Saint-Genest-Lachamp
- Talaron, Gemeinde Saint-Christol
- Saint-Christol
- Saint-Barthélemy-le-Meil
- Beauvène